# عمر مهمت کوچ
عمر مهمت کوچ (به ترکی: Ömer Mehmet Koç) زاده ۱۹۶۲ آنکارا-ترکیه؛ تاجر، کارخانه دار، رئیس هیئت مدیره کوچ هولدینگ، کلکسیونر و از جمله افراد متمول ترکیه می‌باشد.
وی نوهٔ وهبی کوچ، فرزند دوم رحمی کوچ، برادر کوچکتر مصطفی وهبی کوچ، و برادر ارشد علی ئیلدیریم کوچ است.
دوران دبیرستان را در کالج رابرت ترکیه و تحصیلات عالی را در دانشگاه کلمبیا آمریکا سپری کرده.
در سال ۱۹۹۲ و در زمان ریاست پدرش مسئول بیمهٔ مجموع شرکتهای کوچ، در سال ۲۰۰۰ رئیس انرژی هولدینگ کوچ، در سال ۲۰۰۴ عضو هیئت مدیرهٔ کوچ، در سال ۲۰۰۸ پس از روی کار آمدن برادرش -مصطفی- قائم مقام رئیس هیئت مدیره و در سال ۲۰۱۶ در پی فوت برادرش با اکثریت آراء به عنوان رئیس هیئت مدیره هلدینگ کوچ انتخاب شده‌است.
وی هیئت رئیسه دانشگاه کوچ ترکیه و رئیس بنیاد خیریهٔ وهبی کوچ است.
طبق تحقیق مجلهٔ فوربس ترکیه، عمر مهمت کوچ با ثروت ۷۵۰ میلیون دلار، جزو ۱۰۰ شخص پولدار ترکیه می‌باشد.